# 시모고촌 (아키타현)
시모고촌(下郷村)은 아키타현 유리군에 있던 촌이다. 현재의 유리 혼조시 동단, 이시자와강 상류, 국도 107호 연선에 해당한다.

## 역사
- 1889년 4월 1일 - 정촌제 시행에 의해 5촌의 구역으로 성립하였다.
- 1955년 7월 23일 - 도마이촌과 합병해 히가시유리촌이 성립해, 동일 시모고촌이 폐지되었다.

## 교통

### 도로
- 혼조 가도(현: 국도 107호선)